# Panzer III
Panzer III oziroma Panzerkampfwagen III (PzKpfw III), tudi Pz III je bil nemški tank druge svetovne vojne. Skupaj s težjim Pz IV je predstavljal jedro nemških tankovskih divizij v prvi polovici vojne, tja do leta 1942, ko so ga postopoma začeli nadomeščati z novejšimi stroji.

## Zgodovina
Heinz Guderian je 11. januarja 1934 predlagal izdelavo tanka, ki bi bil glavni tank v Nemčiji. Podjetja Daimler-Benz, Krupp, MAN, in Rheinmetall so naredila prvi prototip, ki so ga testirali med letoma 1936 in 1937. Izbrano podjetje za serijsko proizvodnjo tankov je bilo Daimler-Benz. Prvi tank Panzer III A je bil izdelan maja 1937 in še v tem letu so proizvedli prvih 10 serijskih vozil. Večja serijska proizvodnja se je začela leta 1939 z različico »F« (Panzer III F).
Panzer III je bil uporabljen v bojnih pohodih proti Poljski, Franciji, Sovjetski zvezi in v severni Afriki. V poljski in francoski kampanji je bilo v uporabi le nekaj tankov Panzer III. Do operacije Barbarossa je postal najbolj pomemben tank v nemški vojski. 

## Osnovne verzije
- Panzer III Ausf A, B, C, D: Prvi,  maloserijski modeli (1937-1938 -narejenih je bilo vsega skupaj 75).
- Panzer III Ausf E, F: Serijska modela (1939-1940. Oborožena s topom 3.7 cm KwK 36 L/46.5 (kasneje s 5 cm KwK 38 L/42). Narejenih jih je bilo 531.
- Panzer III Ausf G: Verzija F oborožena s topom 5 cm KwK 38 L 42 gun. Med letoma 1940-1941 jih je bilo narejenih 600.
- Panzer III Ausf H: Verzija G z manjšimi izboljšavami. Med letoma 1940-1941 jih je bilo narejenih 308.
- Panzer III Ausf J: Izboljšani G, ojačan je bil prednji oklep z dodano 50 mm debelo oklepno ploščo. Leta 1941 jih je bilo narejenih 482.
- Panzer III Ausf J/1: Verzija J z dolgocevnim topom 5cm KwK 39 L 60. Narejenih jih je bilo 1067 (pozno leta 1941 do sredine leta 1942).
- Panzer III Ausf L: Dodan večji oklep (50 mm + 20 mm  dodatne plošče). V letu 1942 so jih naredili 653.
- Panzer III Ausf M: Verzija z manjšimi izboljšavami. Med letoma 1942-1943 jih je bilo narejenih 250.
- Panzer III Ausf N: Oborožen s topom 7.5 cm KwK 37 L 24. S to verzijo so modernizirali 700 tankov serej J/L/M med letoma 1942-1943.

## Ostala vozila na osnovi tanka Panzer III
- Tauchpanzer III : amfibijska različica tanka Panzer III, ki je bila izdelana za potrebe operacije Morski lev. Uporabili so ga za prehod reke Bug ob napadu na Sovjetsko zvezo leta 1941
- Panzerbefehlswagen III: Poveljniški tank. Na tank je bil dodan večji oklep ter zmoglivejši radio.
- Artillerie-Panzerbeobachtungswagen III : Prednji artilerijski izvidnik oborožen zgolj z eno obrambno strojnico. Namenjen za opazovanje in določanje ciljev za artiljerijo zato so mu namestili zmoglivejši radio. Narejenih jih je bilo 262.
- Flammpanzer III Ausf M/Panzer III (F1): 100 tankov Panzer III M je bilo predelanih v plamenometalce v letu 1943.
- Bergepanzer III: Leta 1944 so priredili nekaj tankov v oklepljena vlečna vozila.
- Sturmgeschütz III - StuG III: jurišni top s topom 75 mm StuK.
- SU-76i: Okoli 1200 zajetih tankov Panzer III so Sovjeti leta 1943 prenovili in jim dodali nova imena.